# De duivel (film)
De duivel is een Nederlandse stomme film uit 1918 van Theo Frenkel, en is gebaseerd op een scenario van hemzelf. De film heeft als alternatieve titels In duivelsklauwen en De wraakzuchtige.
De film wordt tot op heden vermist.

## Rolverdeling
| Acteur        | Personage           |
| ------------- | ------------------- |
| Tonny Stevens | Henri de Vere       |
| Charles Mögle | J. Verburg          |
| Annie Wesling | Henriette van Marle |